# Martin-Joseph Bracq
Pour les articles homonymes, voir Bracq.
Martin-Joseph Bracq, né le 7 septembre 1743 à Valenciennes en France et mort le 22 décembre 1801 à Ribécourt-la Tour en France, est un homme d'église et homme politique, député aux États généraux de 1789.

## Biographie
Il se fit recevoir licencié en droit et en théologie, et était curé de  Ribécourt-la Tour, quand il fut élu, le 17 avril 1789, député du clergé aux États-Généraux pour le Cambrésis. Nommé commissaire par la chambre du clergé pour aviser, de concert avec le roi, à l'abaissement du prix trop élevé du blé en 1789, il vota, dans la même chambre, la vérification des pouvoirs en commun, et, tout en restant modéré, prêta le serment civique. Il refusa d'être évêque, pour retourner à Ribécourt à la fin de la session ; lors de la suppression du culte, il fut nommé conservateur du musée de Cambrai et membre de la commission des écoles. Ses anciens paroissiens le choisirent pour leur juge de paix après la Terreur, et il venait d'être réélu aux mêmes fonctions, lorsqu'il mourut.

## Sources
- « Martin-Joseph Bracq », dans Adolphe Robert et Gaston Cougny, Dictionnaire des parlementaires français, Edgar Bourloton, 1889-1891 [détail de l’édition] [texte sur Sycomore].
- Gilles Dérégnaucourt, De Fénelon à la Révolution: le clergé paroissial de l'Archevêché de Cambrai, 1991.

- Ressource relative à la vie publique :   - Base Sycomore
- Notices d'autorité :   - VIAF
  - ISNI
  - BnF (données)
  - IdRef